# 직불 카드
직불 카드(直拂 - , 영어: debit card, bank card)는 신용카드와 비슷한 모양을 가진 ISO/IEC 7810 규격의 대체 지불 수단이다. 신용카드와 같이 대금 결제시 결제 금액이 카드 소유자의 계좌에서 바로 인출되며 연결된 계좌에서 현금을 인출할 수 있다.
관계 법령상 직불성 카드로 분류되는 체크카드는 카드사에서 발급하는 것으로, 신용 카드 가맹점에서 신용카드와 동일하게 사용할 수 있으나, 일반적으로 신용 거래를 할 수 없는 카드이다. 직불카드와는 가맹점에게 지불방법 부분에서 다른 개념이다. 하지만 체크카드에 국제직불카드기능이 탑재되기도 한다.
1. 은행·카드사 로고
2. IC 칩 (없는 경우도 있음)
3. 홀로그램 (대부분의 순수한 직불카드에는 없는 경우도 있음)

직불 카드의 뒷면.
- 자기띠
- 서명
- CVC 번호 (순수한 직불카드에는 없음.)

4. 카드 번호
5. 카드 로고 혹은 직불 카드 로고(IPC)
6. 유효 기간 없음 (일부 유효 기간 있음)
7. 소유자 이름

1. 자기띠
2. 서명

전형적인 직불 카드의 앞면.
- 은행·카드사 로고
- IC 칩 (없는 경우도 있음)
- 홀로그램 (대부분의 순수한 직불카드에는 없는 경우도 있음)
- 카드 번호
- 카드 로고 혹은 직불 카드 로고(IPC)
- 유효 기간 없음 (일부 유효 기간 있음)
- 소유자 이름

3. CVC 번호 (순수한 직불카드에는 없음.)

## 나라별 직불카드 발급 및 현황

### 대한민국
순수한 직불카드는 가맹점수가 매우 적거니와, 체크카드의 등장으로 인해, 순수한 직불카드를 취급하는 은행은 점차 줄고 있다.
2012년도부터 체크카드나 직불카드가 아닌 현금카드로도 일부 상점에서 결제가 가능하다. 2019년 기준으로 신세계백화점, 롯데마트, 다이소 등에서 결제가 가능하다.
현재 국민(my Q),대구(3000원)만 발급 중이다.
마에스트로 IC카드 형태 직불카드 가능 은행
국민은행,  대구은행이다.
 국내용 MS카드형태 직불카드 발급 불가능 은행
하나은행, 우리은행, NH농협은행, 기업은행, SC제일은행등이다.
국제직불카드 겸용 체크카드 Maestro 마크가 달려있는 체크카드
NH농협카드, 비씨카드, KB국민카드, 신한카드, 하나카드등 은행계 카드사 혹은 은행에서 취급한다.

### 중화인민공화국
중국내 거의 모든 은행에서 은행카드를 발급받으면 일반적으로 통장 대신 유니온페이 직불카드로 발급된다. 카드번호가 앞면에 19자리가 표기되며, 연결된 계좌에는 통장이 없이 이 카드번호가 계좌번호의 역할을 한다. 중국내 가맹점에서 사용시 6자리의 비밀번호를 눌러야 한다.

## 장점과 단점
장점
- 구매 즉시 대금이 결제되기 때문에 연체할 우려가 없으며, 할부로 구매할 수 없기 때문에 할부수수료에 대한 부담이 없다.
- 휴대가 간편하고 현금을 소지할 필요가 없다.
- 국내외겸용 직불카드의 경우 해외에서 사용시 전신환 매도율로 결제되기 때문에 현찰 환전보다 환차익이 날 수 있다.
- 신용카드처럼 연체할 우려가 없으므로 발급 대상이 신용카드에 비해 넓은 편이다. (대한민국에서는 발급대상 제한이 없다.)
- 사인이 아니라 비밀번호로 승인하기 때문에 안전하다.

단점
- IC 칩을 이용하지 않고 결제하는 경우에는 복제로 인해 부정 인출의 피해가 발생할 수 있지만 2012년 3월 2일이 이후 IC카드 형태로 되어 있고 일부은행에서 발행하는 IC칩에 직불결제기능이 있다.
- 계좌잔액 내에서 이용할 수 있기 때문에, 잔액 범위를 초과한 금액에 대해선 일시불 및 할부 결제가 불가능하다.
- 체크카드가 아닌 순수한 직불카드는 PINPAD가 설치된 가맹점 수가 적기 때문에 매우 불편하다.
- 결제 승인시 바로 돈이 나가기 때문에 전표가 매입되고 난 뒤에 거래 취소시 돈이 되돌아 오기까지 시간이 소요된다는 단점이 있다.
- 순수한 직불카드는 신용카드망을 사용하는 것이 아니기 때문에 인터넷 결제가 되지 않는다.
- 직불카드는 상품특성상 계좌에 있는 잔액에서 사용할 수 있기 때문에, 비승인결제(비행기내 결제, 통신요금 등..)을 할 수 없다.
- 순수한 직불카드는 금융공동망 가동시간에만 결제가 가능하므로 전산 점검 시간을 제외하고는 언제나 이용가능한 체크카드에 비하여 결제가 가능한 시간에 제한(오전 8시부터 ~ 오후 11시30분)이 있다.

## 가맹점
직불카드 가맹점은 신용카드 가맹점에 비해 많치 않은 편이며, 잘 알려진 가맹점은 다음과 같다.
- 신세계계열[8][9][10]
  - 신세계백화점
  - 이마트
  - 보노보노
  - 신세계첼시
  - 신세계인터내셔날
  - 스타벅스코리아
- 대구백화점[11][12]

## 판례
- 은행이 발급한 직불카드를 사용하여 타인의 예금계좌에서 자기의 예금계좌로 돈을 이체한 후 그 직불카드를 곧 반환한 경우 직불카드에 대한 절도죄는 성립하지 않는다.[13]

## 같이 보기
- 마에스트로 (직불카드)
- 비자카드
- 신용카드
- 체크카드
- 현금카드
- 현금 자동 입출금기